# Liste der westdeutschen Fußballmeister 1903–1933
Die Liste der westdeutschen Fußballmeister umfasst alle Meister des Westdeutschen Spiel-Verbandes der Jahre 1902 bis 1933 sowie die Meister der regionalen Spielklassen jener Zeit. Am 23. Oktober 1898 wurde der Rheinische Spiel-Verband gegründet, der sich ab dem 21. November 1900 Rheinisch-Westfälischer Spiel-Verband nannte. Am 12. Mai 1907 wurde schließlich der Name Westdeutscher Spiel-Verband angenommen. Im März 1935 wurde der Verband aufgelöst.
Der Modus der westdeutschen Meisterschaft änderte sich im Laufe der Jahre mehrmals. Zunächst ermittelten die Bezirksmeister im Ligensystem den westdeutschen Meister, danach wurde der Wettbewerb im K.-o.-System ausgespielt. Zunächst qualifizierte sich nur der westdeutsche Meister für die Endrunden um die deutsche Meisterschaft. Zwischen 1914 und 1919 wurde wegen des Ersten Weltkriegs keine westdeutsche Meisterschaft ausgespielt. Ab 1925 durfte der Westdeutsche Spiel-Verband drei Mannschaften zur deutschen Meisterschaft entsenden. Einen Deutschen Meister brachte der Westen vor Einführung der Gauligen nicht hervor.

## Westdeutsche Meister 1903–1933
| Jahr | Westdeutscher Meister  | Abschneiden deutsche Meisterschaft | Deutscher Meister    |
| ---- | ---------------------- | ---------------------------------- | -------------------- |
| 1903 | Kölner FC 1899         | nicht teilgenommen                 | VfB Leipzig          |
| 1904 | Duisburger SpV         | Halbfinale                         | kein Meister         |
| 1905 | Duisburger SpV         | Viertelfinale                      | Union 92 Berlin      |
| 1906 | Kölner FC 1899         | Viertelfinale                      | VfB Leipzig          |
| 1907 | Düsseldorfer FC        | Viertelfinale                      | Freiburger FC        |
| 1908 | Duisburger SpV         | Halbfinale                         | Berliner FC Viktoria |
| 1909 | FC München-Gladbach    | Viertelfinale                      | Karlsruher FC Phönix |
| 1910 | Duisburger SpV         | Viertelfinale                      | Karlsruher FV        |
| 1911 | Duisburger SpV         | Viertelfinale                      | Berliner FC Viktoria |
| 1912 | Cölner BC 01           | Viertelfinale                      | Holstein Kiel        |
| 1913 | Duisburger SpV         | Finale                             | VfB Leipzig          |
| 1914 | Duisburger SpV         | Halbfinale                         | SpVgg Fürth          |
| 1920 | VfTuR München-Gladbach | Viertelfinale                      | 1. FC Nürnberg       |
| 1921 | Duisburger SpV         | Halbfinale                         | 1. FC Nürnberg       |
| 1922 | Arminia Bielefeld      | Viertelfinale                      | kein Meister         |
| 1923 | Arminia Bielefeld      | Viertelfinale                      | Hamburger SV         |
| 1924 | Duisburger SpV         | Halbfinale                         | 1. FC Nürnberg       |
| 1925 | Duisburger SpV         | Halbfinale                         | 1. FC Nürnberg       |
| 1926 | VfR Köln 04 rrh.       | Achtelfinale                       | SpVgg Fürth          |
| 1927 | Duisburger SpV         | Achtelfinale                       | 1. FC Nürnberg       |
| 1928 | SpVgg Sülz 07          | Viertelfinale                      | Hamburger SV         |
| 1929 | FC Schalke 04          | Viertelfinale                      | SpVgg Fürth          |
| 1930 | FC Schalke 04          | Viertelfinale                      | Hertha BSC           |
| 1931 | Fortuna Düsseldorf     | Achtelfinale                       | Hertha BSC           |
| 1932 | FC Schalke 04          | Halbfinale                         | FC Bayern München    |
| 1933 | FC Schalke 04          | Finale                             | Fortuna Düsseldorf   |

## Rekordmeister
Westdeutscher Rekordmeister ist der Duisburger SpV, welcher den Titel elfmal gewinnen konnten.
|  | Verein                 | Titel | Jahr                                                             |
|  | ---------------------- | ----- | ---------------------------------------------------------------- |
|  | Duisburger SpV         | 11    | 1904, 1905, 1908, 1910, 1911, 1913, 1914, 1921, 1924, 1925, 1927 |
|  | FC Schalke 04          | 4     | 1929, 1930, 1932, 1933                                           |
|  | Kölner FC 1899         | 2     | 1903, 1906                                                       |
|  | Arminia Bielefeld      | 2     | 1922, 1923                                                       |
|  | Düsseldorfer FC        | 1     | 1907                                                             |
|  | FC München-Gladbach    | 1     | 1909                                                             |
|  | Kölner BC 01           | 1     | 1912                                                             |
|  | VfTuR München-Gladbach | 1     | 1920                                                             |
|  | VfR Köln 04 rrh.       | 1     | 1926                                                             |
|  | SpVgg Sülz 07          | 1     | 1928                                                             |
|  | Fortuna Düsseldorf     | 1     | 1931                                                             |

## Die regionalen Meister

### 1903 bis 1906
Zunächst wurde in den Bezirken Köln/Bonn, Niederrhein und Rhein/Ruhr gespielt. Im Jahre 1905 kam der Bezirk Mark für die Vereine des mittleren und östlichen Ruhrgebiet hinzu.
| Jahr | Bezirk I (Köln/Bonn) | Bezirk II (Niederrhein) | Bezirk III (Rhein/Ruhr) | Bezirk IV (Mark) |
| ---- | -------------------- | ----------------------- | ----------------------- | ---------------- |
| 1903 | Kölner FC 1899       | FC München-Gladbach     | Essener SV 1899         | –                |
| 1904 | Bonner FV            | Düsseldorfer FC 99      | Duisburger SpV          | –                |
| 1905 | Kölner FC 1899       | FC München-Gladbach     | Duisburger SpV          | –                |
| 1906 | Kölner FC 1899       | Viktoria Ratingen       | Duisburger SpV          | SuS Schalke 96   |

### 1906 bis 1912
Im Jahre 1906 wurden die Bezirke neu eingeteilt und in Rheinischer Südkreis, Rheinischer Nordkreis, Ruhr und Mark umbenannt. Außerdem wurden die Bezirke Berg, Hessen und Ravensberg/Lippe eingerichtet. Zwei Jahre später folgte der Bezirk Oberhessen. In der Saison 1910/11 gab es noch den Bezirk Fulda, den Borussia Fulda für sich entscheiden konnte.
| Jahr | Bezirk I (Rheinischer Südkreis) | Bezirk II (Rheinischer Nordkreis) | Bezirk III (Ruhr)  | Bezirk IV (Mark) |
| --- | ------------------------------- | --------------------------------- | ------------------ | ---------------- |
| 1907 | Kölner FC 1899                  | Düsseldorfer FC 99                | Duisburger SpV     | BV 04 Dortmund   |
| 1908 | Alemannia Aachen                | FC München-Gladbach               | Duisburger SpV     | SuS Schalke 96   |
| 1909 | Bonner FV                       | FC München-Gladbach               | Preußen Duisburg   | BV 04 Dortmund   |
| 1910 | Dürener FC                      | Union Düsseldorf 1                | Union Düsseldorf 1 | BV Gelsenkirchen |
| 1911 | Jugend Düren                    | Düsseldorfer SV 04 2              | VfvB Ruhrort 3     | VfvB Ruhrort 3   |
| 1 Die Bezirke Rheinischer Nordkreis und Ruhr trugen eine gemeinsame A-Klasse aus.2 Die Bezirke Rheinischer Nordkreis und Berg trugen eine gemeinsame A-Klasse aus. 3 Die Bezirke Ruhr und Mark trugen eine gemeinsame A-Klasse aus. |                                 |                                   |                    |                  |

| Jahr | Bezirk V (Berg) | Bezirk VI (Hessen) | Bezirk VII (Ravensberg/Lippe) | Bezirk VIII (Oberhessen) |
| ---- | --------------- | ------------------ | ----------------------------- | ------------------------ |
| 1907 | BV Solingen 98  | Casseler FV        | Teutonia Osnabrück            | –                        |
| 1908 | BV Solingen 98  | Casseler FV        | Teutonia Osnabrück            | –                        |
| 1909 | BV Solingen 98  | Casseler FV        | Teutonia Osnabrück            | Gießener FC              |
| 1910 | BV Solingen 98  | Casseler FV        | Osnabrücker BV 05             | Gießener FC              |
| 1911 | – 2             | Casseler FV        | Olympia Osnabrück             | FC Jahn Siegen           |

### 1912 bis 1914
Im Jahre 1912 wurde das Verbandsgebiet in die Kreise Rheinischer Südkreis, Rheinischer Nordkreis, Westfalen und Hessen aufgeteilt. Ein Jahr später bildeten die Vereine aus dem Ruhrgebiet den Ruhrkreis.
| Jahr | Rheinischer Südkreis  | Rheinischer Nordkreis | Ruhrkreis      | Westfalen         | Hessen      |
| ---- | --------------------- | --------------------- | -------------- | ----------------- | ----------- |
| 1912 | Bor. München-Gladbach | Essener SV 1899       | –              | SuS Schalke 96    | VfB Gießen  |
| 1913 | Union Düsseldorf      | FC Solingen 95        | –              | Arminia Bielefeld | Casseler FV |
| 1914 | Cölner BC 01          | Union Düsseldorf      | Duisburger SpV | Preußen Münster   | Casseler FV |

### 1914 bis 1919
Wegen des Ersten Weltkriegs wurde nur auf Bezirksebene gespielt. Westdeutsche Meisterschaften wurden nicht ausgespielt.

### 1919/20
Für die Saison 1919/20 wurde das Verbandsgebiet in acht Kreise neu eingeteilt.
| Jahr | Rheinischer Südkreis | Rheinischer Westkreis | Rheinischer Nordkreis | Berg/Mark       |
| ---- | -------------------- | --------------------- | --------------------- | --------------- |
| 1920 | Cölner BC 01         | Jugend Düren          | Duisburger SpV        | TuRU Düsseldorf |
| Jahr | Ruhr-Emscher         | Westfalen             | Hessen-Hannover       | Lahn-Sieg       |
| 1920 | Essener TB           | Hammer SV 04          | SV Kurhessen Cassel   | Siegener SV 07  |

### 1920 bis 1933
Im Jahre 1920 wurden die Kreise durch Gaue ersetzt. Zunächst gab es den Rheingau, den Berg-Mark-Gau, den Ruhrgau, den Westfalengau und den Gau Hessen-Hannover. Zwei Jahre später kamen die Gaue Niederrhein und Südwestfalen hinzu. Im Jahre 1925 wurden aus den Gauen Bezirke. Drei Jahre später wurde der Bezirk Mittelrhein eingerichtet.
| Jahr | Rhein                     | Berg-Mark              | Ruhr                | Westfalen         |
| ---- | ------------------------- | ---------------------- | ------------------- | ----------------- |
| 1921 | Kölner BC 01              | Duisburger SpV         | Dortmunder SC 95    | Preußen Münster   |
| 1922 | Kölner BC 01              | Duisburger FV 08       | Essener TB          | Arminia Bielefeld |
| 1923 | Kölner BC 01              | TuRU Düsseldorf        | Essener TB          | Arminia Bielefeld |
| 1924 | Rheydter Spielverein      | TuRU Düsseldorf        | Essener TB          | Arminia Bielefeld |
| 1925 | Rheydter Spielverein      | Düsseldorfer FC 99     | Schwarz-Weiß Essen  | Arminia Bielefeld |
| 1926 | VfR Köln 04 rrh.          | TuRU Düsseldorf        | BV Altenessen       | Arminia Bielefeld |
| 1927 | Kölner CfR                | Fortuna Düsseldorf     | FC Schalke 04       | Arminia Bielefeld |
| 1928 | SpVgg Sülz 07             | Schwarz-Weiß Barmen    | FC Schalke 04       | Borussia Rheine   |
| 1929 | Borussia München-Gladbach | Fortuna Düsseldorf     | FC Schalke 04       | SpVgg Herten      |
| 1930 | SpVgg Sülz 07             | VfL Benrath            | FC Schalke 04       | VfB 03 Bielefeld  |
| 1931 | Alemannia Aachen          | Fortuna Düsseldorf     | Union Gelsenkirchen | VfB 03 Bielefeld  |
| 1932 | SpVgg Sülz 07             | Schwarz-Weiß Wuppertal | FC Schalke 04       | SpVgg Herten      |
| 1933 | SpVgg Sülz 07             | Fortuna Düsseldorf     | FC Schalke 04       | Arminia Bielefeld |

| Jahr | Hessen-Hannover     | Niederrhein         | Südwestfalen        | Mittelrhein        |
| ---- | ------------------- | ------------------- | ------------------- | ------------------ |
| 1921 | BC Sport Cassel     | –                   | –                   | –                  |
| 1922 | TSV 1848 Cassel     | –                   | –                   | –                  |
| 1923 | SV Kurhessen Cassel | Duisburger SpV      | FC Jahn Siegen      | –                  |
| 1924 | SV Kurhessen Cassel | Duisburger SpV      | Sportfreunde Siegen | –                  |
| 1925 | SV Kurhessen Cassel | Duisburger SpV      | Sportfreunde Siegen | –                  |
| 1926 | BC Sport Kassel     | Duisburger SpV      | Sportfreunde Siegen | –                  |
| 1927 | SV Kurhessen Kassel | Duisburger SpV      | Hagener SC 05       | –                  |
| 1928 | SV Kurhessen Kassel | Preussen Krefeld    | TuRV Hagen          | –                  |
| 1929 | CSC 03 Kassel       | Meidericher SV      | SuS Hüsten 09       | FV Neuendorf       |
| 1930 | CSC 03 Kassel       | Homberger SV        | SuS Hüsten 09       | FV Neuendorf       |
| 1931 | CSC 03 Kassel       | Meidericher SV      | SuS Hüsten 09       | FV Neuendorf       |
| 1932 | Borussia Fulda      | Schwarz-Weiß Barmen | SuS Hüsten 09       | FV Neuendorf       |
| 1933 | Borussia Fulda      | Hamborn 07          | SuS Hüsten 09       | Fortuna Kottenheim |